# Diga di Mattenalp
La diga di Mattenalp è una diga di terra e a gravità situata in Svizzera, nel Canton Berna nel comune di Innertkirchen.
Ha un'altezza di 27 metri e il coronamento è lungo 140 metri. Il volume della diga è di 11.000 metri cubi.
Il bacino creato dallo sbarramento, il Mattenalpsee ha un volume massimo di 2,1 milioni di metri cubi, una lunghezza di 800 metri e un'altitudine massima di 1876 m s.l.m. Lo sfioratore ha una capacità di 120 metri cubi al secondo.
Le acque del lago vengono sfruttate dall'azienda Kraftwerke Oberhasli AG.